# فرشفیلدز بروکهاس درینجر
فرشفیلدز بروکهاس درینجر (به انگلیسی: Freshfields Bruckhaus Deringer LLP) که سابقاً با نام فرشفیلدز شناخته می‌شد یک شرکت حقوقی چند ملیتی است که دفتر مرکزی آن در لندن می‌باشد. این شرکت عضو گروه حلقه جادو که شامل شرکتهای بزرگ حقوقی انگستان است می‌باشد. در سال مالی ۲۰۱۲–۲۰۱۳ درآمد این شرکت بالغ بر ۱٫۲۲۱ میلیارد یورو و متوسط سود هر شریک شرکت ۱٫۳۹۸ میلیون یورو بوده‌است. این شرکت ۲۸ شعبه در ۱۷ حوزه قضایی در آسیا، اروپا، خاورمیانه و آمریکای شمالی دارد و بیش از ۲۵۰۰ وکیل در آن کار می‌کنند. خدمات این شرکت شامل ارائه مشاوره به شرکتهای چند ملیتی، موسسات بزرگ مالی و دولتها می‌باشد.

## دفاتر
فرشفیلدز بیش از ۲۸ شعبه در ۱۶ کشور و ۱۷ حوزه قضایی دارد در آسیا، اروپا، آمریکای شمالی و خاورمیانه دارد.